# Anders Lewén
Anders Lewén, född 4 oktober 1970 i Uppsala, är en svensk kompositör, musiker och producent.
Lewén har fru och 2 barn.
Etablerad som gitarrist inom soul och blues och ofta anlitad av amerikanska artister på turné i Europa, bland annat av James Harman och Jackie Payne. På svenska scener har han ofta setts ihop med Sven Zetterberg och med denne spelade han in och producerade ett antal album, bland annat Grammisnominerade Let Me Get Over It (2001), samt Grounded In Reality (2010). Har spelat gitarr i den engelska pianisten Mike Sanchez band. Blev 2011 uppmärksammad som kompositör och gitarrist med sin musik till dataspelet Battlefield: Bad Company 2, och webbtidningen Kotaku gav honom titeln "The man responsible for gaming's hottest tune". Han har skrivit musik till ett flertal internationella reklamfilmer, bland annat McDonald’s, Victoria's Secret, Lanvin och Nestlé. Startade 2007 bandet The Beat From Palookaville.

## Diskografi i urval
- Knock-Out Greg & Blue Weather The Wig-flipper 2000
- Sven Zetterberg Let Me Get Over It 2001
- Knock-Out Greg & Blue Weather Tellin' It Like It Is 2002
- Mike Sanchez Women & Cadillacs 2003
- Sven Zetterberg Moving In The Right Direction 2004
- Sven Zetterberg Southern Soul Agenda 2006
- Sven Zetterberg Hollerin' Up A Storm 2007
- Mike Sanchez Babes And Buicks 2010
- Sven Zetterberg Grounded In Reality 2010
- The Beat From Palookaville Numero Uno! 2011
- Elin Ruth Queen of Queens & the Last Man Standing 2012
- Trickbag With Friends Vol.1 2013
- The Beat From Palookaville I Wanna Holler 2013
- Elin Ruth Here Comes The Storm 2014
- Elin Ruth Debris 2015
- Elin Ruth and The Beat From Palookaville Christmas Is A Drag 2015
- Sven Zetterberg Something For Everybody 2016
- Magnus Carlson Den Långa Vägen Hem 2017
- Magnus Carlson A Nordic Soul 2018